# ميناه
بانغ مين آه (بالكورية: 방민아)‏ (مواليد 13 مايو 1993)، معروفة أكثر بأسمها الختصر ميناه (تُكتب Minah) هي مغنية وممثلة كورية جنوبية. ظهرت لأول مرة كعضوة في فرقة الفتيات غيرلز داي في عام 2010 وأصدرت أول ألبوم منفرد لها بعنوان انا ايضًا امرأة في عام 2015.، عملت في العديد من الأفلام والمسلسلات التلفزيونية.

## النشأة
ولدت بانغ مين آه في 13 مايو 1993 في إنتشون بكوريا الجنوبية.  التحقت بمدرسة جينسون الثانوية للبنات وتخصصت في البث في جامعة دونغدوك النسائية.

## المهنة

### غيرلز داي
في 9 يوليو 2010، ظهرت ميناه لأول مرة كعضو في فرقة غيرلز داي بأغنيتهم الأولى "Tilt My Head".

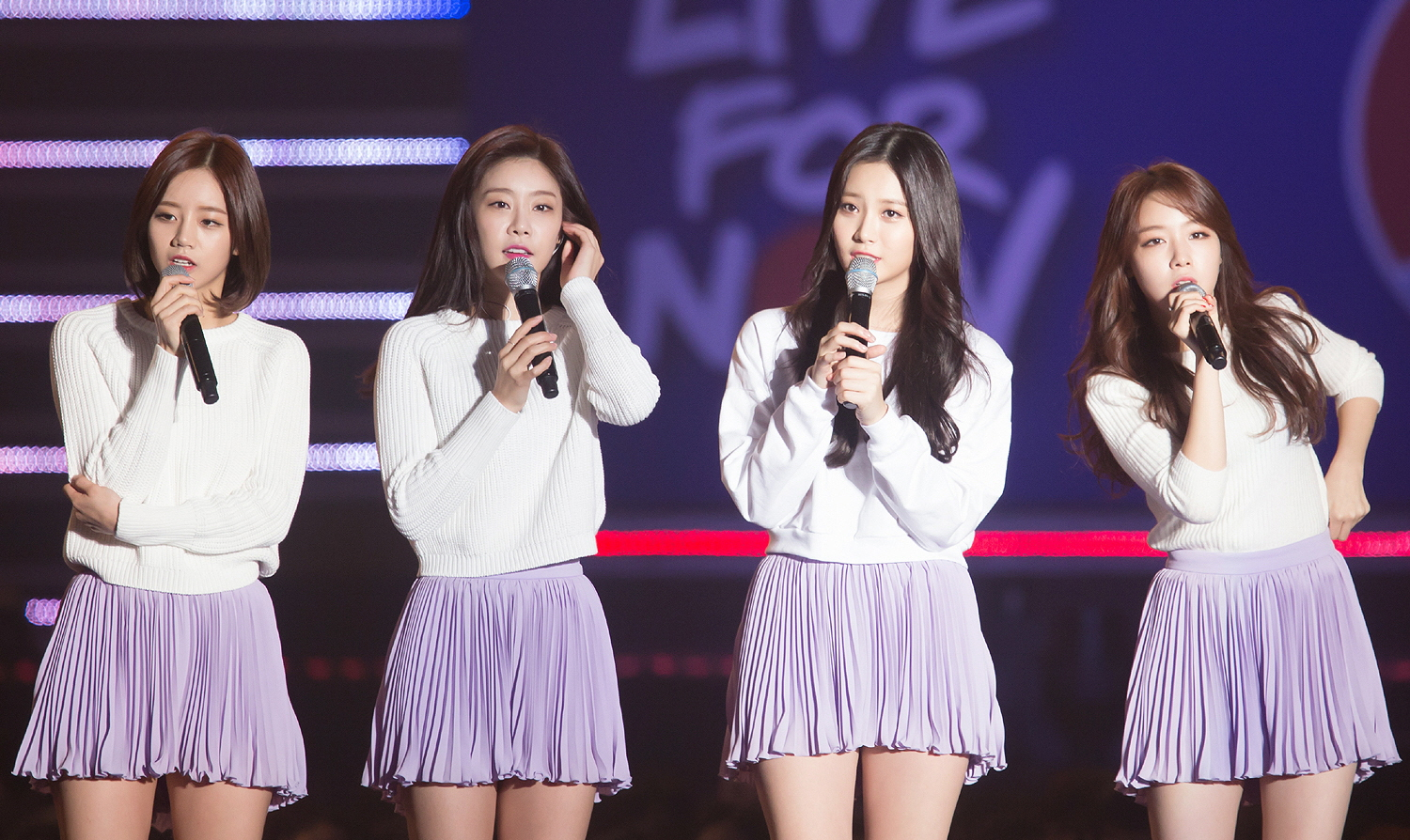
غيرلز داي في 2014

### مهنة منفردة
أصدرت ميناه عدة أغاني منفردة.  من بينها أغنية «أمسك بيدي»، وهي أغنية في ألبوم مشروع لي هيون-دو 4U ؛ أغنية و «أنت، أنا» للموسيقى التصويرية لدراما الدكتور الغريب.
في 3 مارس 2015، أعلنت وكالة دريم تي أن مينا ستظهر لأول مرة كمنفردة في منتصف مارس. أصدرت مينا ألبومها بعنوان انا ايضًا امرأة في 15 مارس 2015.
أصدرت مينا أغنية منفردة رقمية «طريق آخر» في 11 نوفمبر 2017.  شاركن مينا في كتابة كلمات الأغنية لأغنية "11 °"، كما شاركت في تأليف الأغنية.

### تمثيل
ظهرت مينا لأول مرة في التمثيل في الدراما المنوعة رولر كوستر على قناة تي في إن، ثم ظهرت في المسرحية الهزلية فامبر آيدول في عام 2011.
في عام 2013، ظهرت مينا لأول مرة في الافلام في فيلم بعنوان هولي ، حيث لعبت دور طالبة في المدرسة الثانوية تطمح إلى أن تكون راقصة باليه. حصلت على جائزة " أفضل ممثلة مبتدئة: في مهرجان جوانجو السينمائي الدولي عن أدائها. في نفس العام، أصبحت مينا مضيفة البرنامج الموسيقي إنكيغايو، الذي غادرته في يناير 2014. ثم وقعت على فيلمها الثاني أب للإيجار هو كوميديا عائلي.
في عام 2015، ظهرت مينا في الدراما العائلية عائلة حلوة وحشية.  كما لعبت دور البطولة مع سو كانغ جون في دور البطولة في فيلم المستقبل الأفضل ، وهو دراما ويب أنتجها شركة سامسونج.
في عام 2016، حصلت ميناه على أول دور تلفزيوني قيادي لها في المسلسل الكوميدي الرومانسي الجميلة غونغ شيم حصلت على اراء إيجابية عن دورها
في عام 2019، عادت ميناه إلى الشاشة مع الدراما الكوميدية الرومانسي حبيبي المُطلق ، وهي قصة مقتبسة من سلسلة المانجا اليابانية التي تحمل نفس الاسم. تم بث الدراما على أيام الأربعاء والخميس على قناة SBS في الساعة 22:00 بتوقيت كوريا من 15 مايو إلى 11 يوليو 2019.

## الأعمال

### أفلام
| السنة | العنوان           | الدور     | م.            |
| ----- | ----------------- | --------- | ------------- |
| 2013  | Holly             | واني      | [ 10 ]        |
| 2014  | Dad for Rent      | بومي      | [ 11 ]        |
| 2021  | Snowball          | كانغ يي   | [ 12 ]        |
| 2023  | Miss Fortune      | جو يونغ   | [ 13 ] [ 14 ] |
| 2024  | The Unrighteous   | يو جين    | [ 15 ]        |
| 2024  | How Have You Been | يون كيونغ | [ 16 ]        |

### مسلسلات
| السنة | العنوان              | الدور           | ملاحظة      | م.     |
| ----- | -------------------- | --------------- | ----------- | ------ |
| 2011  | Baby Faced Beauty    | هيمي            | دور الكاميو | [ 17 ] |
| 2011  | Vampire Idol         | مين آه          |             | [ 18 ] |
| 2012  | Family               | فتاة الأحلام #1 | دور الكاميو |        |
| 2013  | سيد الشمس            | كيم غا يونغ     | دور الكاميو | [ 19 ] |
| 2013  | The Miracle          | تشا إيون سانغ   |             | [ 20 ] |
| 2014  | The Best Future      | مي راي          |             | [ 21 ] |
| 2015  | Sweet, Savage Family | بايك هيون جي    |             | [ 22 ] |
| 2016  | Beautiful Gong Shim  | غونغ شيم        |             | [ 23 ] |
| 2019  | حبيبي المطلق         | يوم دا دا       |             | [ 24 ] |
| 2021  | Check Out the Event  | ها سونغ يي      |             | [ 25 ] |
| 2023  | رجل التوصيل          | كانغ جي هيون    |             | [ 26 ] |